# Most przez zatokę Hangzhou
Most przez zatokę Hangzhou – częściowo podwieszany most zbudowany nad zatoką Hangzhou na wschodnim wybrzeżu Chin. Łączy Jiaxing z miastem Cixi w aglomeracji Ningbo.
Budowę mostu rozpoczęto 8 czerwca 2003, a do użytku oddano go 1 maja 2008. Cały most ma długość 36 km. Poprowadzone jest po nim 6 pasów drogi ekspresowej (po 3 pasy w każdym kierunku). Ma dwa główne przęsła o długości 448 i 318 metrów. Koszt budowy wyniósł 11,8 miliarda juanów. 35% tej kwoty uzyskano od prywatnych firm w Ningbo, natomiast 59% stanowią kredyty w chińskich bankach.
Pośrodku mostu zlokalizowano centrum obsługi pasażerów z restauracją, stacją benzynową, hotelem, salą konferencyjną i punktem widokowym.
Początkowe plany zakładały budowę mostu z miejscowości Jinshan na przedmieściach Szanghaju, jednak po proteście wniesionym przez lokalne władze, lokalizację przeniesiono na południe do prowincji Zhejiang.